# Narumi Yasuda
 (juillet 2016).
Si vous disposez d'ouvrages ou d'articles de référence ou si vous connaissez des sites web de qualité traitant du thème abordé ici, merci de compléter l'article en donnant les références utiles à sa vérifiabilité et en les liant à la section « Notes et références ».
Narumi Yasuda (安田成美), née le 28 novembre 1966 à Tokyo, est une actrice japonaise.

## Filmographie
- 1986 : Inujini seshi mono[1]
- 1986 : Minami e hashire, umi no michi o!
- 1986 : Sorobanzuku
- 1987 : La Femme lumineuse (光る女, Hikaru onna?) de Shinji Sōmai
- 1988 : Bakayaro! I'm Plenty Mad
- 2010 : Toki o Kakeru Shōjo

Télévision
- 2010-2011 : Teppan : Machiko Murakami
- 2016 : Totto TV : Cho Kuroyanagi